# Paralaxita lyncestis
Paralaxita lyncestis är en fjärilsart som beskrevs av De Nicéville 1894. Paralaxita lyncestis ingår i släktet Paralaxita och familjen Riodinidae. Inga underarter finns listade i Catalogue of Life.